# Take On Mars
Take On Mars (TKOM) je simulátor pro Windows, který vyvinula společnost Bohemia Interactive. Hra byla vydána v alfa verzi 1. srpna 2013 a plná verze vyšla 9. února 2017. Je druhou hrou v sérii Take On po Take On Helicopters. 
Hráč se v ní ujme přistávacího modulu a robotického vozítka s cílem prozkoumat Mars. Sondu může hráč vybavit vědeckými přístroji ke zkoumání povrchu Marsu a plnění cílů. Hra obsahuje sedm destinací pro hráče na návštěvu: pás asteroidů, měsíc Deimos a krátery Gale, Kaiser, Lyot Ptolemaeus a Victoria.

## Hratelnost
V Take On Mars hráč ovládá řadu marsovských přistávacích modulů a robotických roverů. Funkce robotických vozidel nejsou zcela věrné, aby byla simulace dostupnější hráčům. Například rychlost vozítka a nástrojů je vyšší. Na rozdíl od skutečných průzkumných vozidel na Marsu jsou ty ve hře ovládány v reálném čase: místo aby byly úkoly vozidla plánovány dopředu na daný den, hráč vědecké nástroje ovládá přímo. 
Úkony, které hráč musí provést, zahrnují přesun na nová místa, snímkování terénu a sběr vzorků. Hráč odemyká různé vědecké přístroje, kterými pak zkoumá Mars a dokončuje cíle misí. Pro dokončení všech misí pro dané umístění je často potřeba několik přistání. Každá sonda nese příslušnou sadu nástrojů navrženou pro splnění přiřazených cílů. Mapy jsou čtvercové (čtyři krát čtyři kilometry) s rozlohou 16 km2, které má hráč prozkoumat a plnit různé cíle. Ne všechna místa jsou však zahrnuta do vymezeného pásma, jelikož krátery na Marsu často zabírají více než 16 km2 (např. Gale a Kaiser).
Hráč může vstoupit do laboratoře, kde může na daném vozidle změnit vybavení s cílem zvýšit jeho kvalitu, nebo dovybavit podle přiděleného rozpočtu. Na vozidle může být změněno mnoho prvků, od kamer a APXS až po robotické rameno či chemickou baterii, a hráč tak může vytvořit mnoho unikátních variant vozidla. K dispozici jsou tři úrovně vybavení, ze kterých si uživatel může vybrat. Cena každé další úrovně je dvakrát vyšší, než předchozí. Jako zkušební dráha pak funguje Marsovský dvůr, nacházející se na Zemi.

### Funkce
Take On Mars nabízí čtyři herní módy, které jsou přístupné pro všechny uživatele.
- Vesmírný Program: Prozkoumejte Mars z perspektivy fiktivní kosmické agentury. Hráči odemykají nové technologie, vozidla a nástroje pro řešení dalších úkolů.
- Scénáře: Přistaňte na povrchu Marsu s funkčním vozidlem a dokončete jednotlivé mise zaměřené na různé vědecké cíle.
- Editor: Vytvořte si vlastní scénáře s misemi o různé složitosti.
- Multiplayer: Nový přírůstek do Misí s lidskou posádkou

Hra má čtyři významné aspekty.
- Dynamický systém destrukce, kde je možné vozidla ničit odlomením kamer, robotických ramen a jednotlivých vzpěr a kol.
- Virtuální ekonomika pro vesmírnou agenturu, která dává rozpočet hráči na financování mise. Financování může být zvýšeno plněním misí a jednotlivých úkolů.
- Realistický terén s lokacemi na povrchu Marsu, která jsou založena na skutečných satelitních měřeních např. z kráteru Victoria.
- Počasí na Marsu může bránit v postupu a zničit robotická vozidla.

## Vývoj

### Předběžný přístup
Hra byla oznámena v květnu 2013 na veletrhu E3 2013. Ve fázi early access Take on Mars umožňuje uživatelům pomoci studiu Bohemia Interactive vytvářet nový obsah a opravit mnoho chyb, které uživatelé objeví. Pro efektivní hlášení problémů vývojářům byl použit Mantis Bug Tracker. Od zahájení provozu hry 1. srpna 2013 bylo přidáno mnoho nových misí.*
Patch vydaný 3. října 2013 zahrnoval sadu nástrojů pro tvorbu modů. Přidány byly také lokace Měsíc Deimos a Pás asteroidů. Hra bude také obsahovat Dynamické generování misí pro všechny typy úloh (např. fotografování, průzkum a analýza). Do hry bude také přidáno počasí s písečnými bouřemi, silným větrem a písečnými víry.<ref<cit>"Take On Mars adds Steam Workshop and Deimos".</ref>
Dne 20. listopadu 2013 vyšel pro Take On Mars třetí velký patch, který do hry přidal nová vozidla, dvě nové lokace (krátery Lyot, a Ptolemaeus), a do místnosti řízení misí přibyl strom technologií a cíle.